# 540 г. пр.н.е.

## Събития

### В Азия

#### Във Вавилония
- Набонид (556 – 539 г. пр.н.е.) е цар на Вавилония.[1]

#### В Персийската империя
- Цар на Персийската (Ахеменидска) империя е Кир II Велики (559 – 530 г. пр.н.е.).[2]
- Царят започва решителна военна кампания срещу вавилонското царство.[3]

### В Африка

#### В Египет
- Фараон на Египет е Амасис II (570 – 526 г. пр.н.е).[4]

### В Европа
- В Гърция се провеждат 60-тe Олимпийски игри:
  - Победител в дисциплината бягане на разстояние един стадий става Апелай от Елида.[5]
- Около тази година завършва възстановяването на изгорелия преди няколко години храм на Аполон в Делфи.[6]
- Около тази година се състои Битката при Алалия, в която фокейците от Алалия достигат „кадмейска победа“ (подобно на Пирова победа) над по-голям обединен флот от картагенски и етруски кораби.[7]
- След битката Фокейците от Алалия я изоставят, за да основат около тази година колонията Елея в Кампания.[8]

## Родени
- Хекатей от Милет, старогръцки писател, историк, географ и политик (умрял ок. 478 г. пр.н.е.)